# Billy Boyo

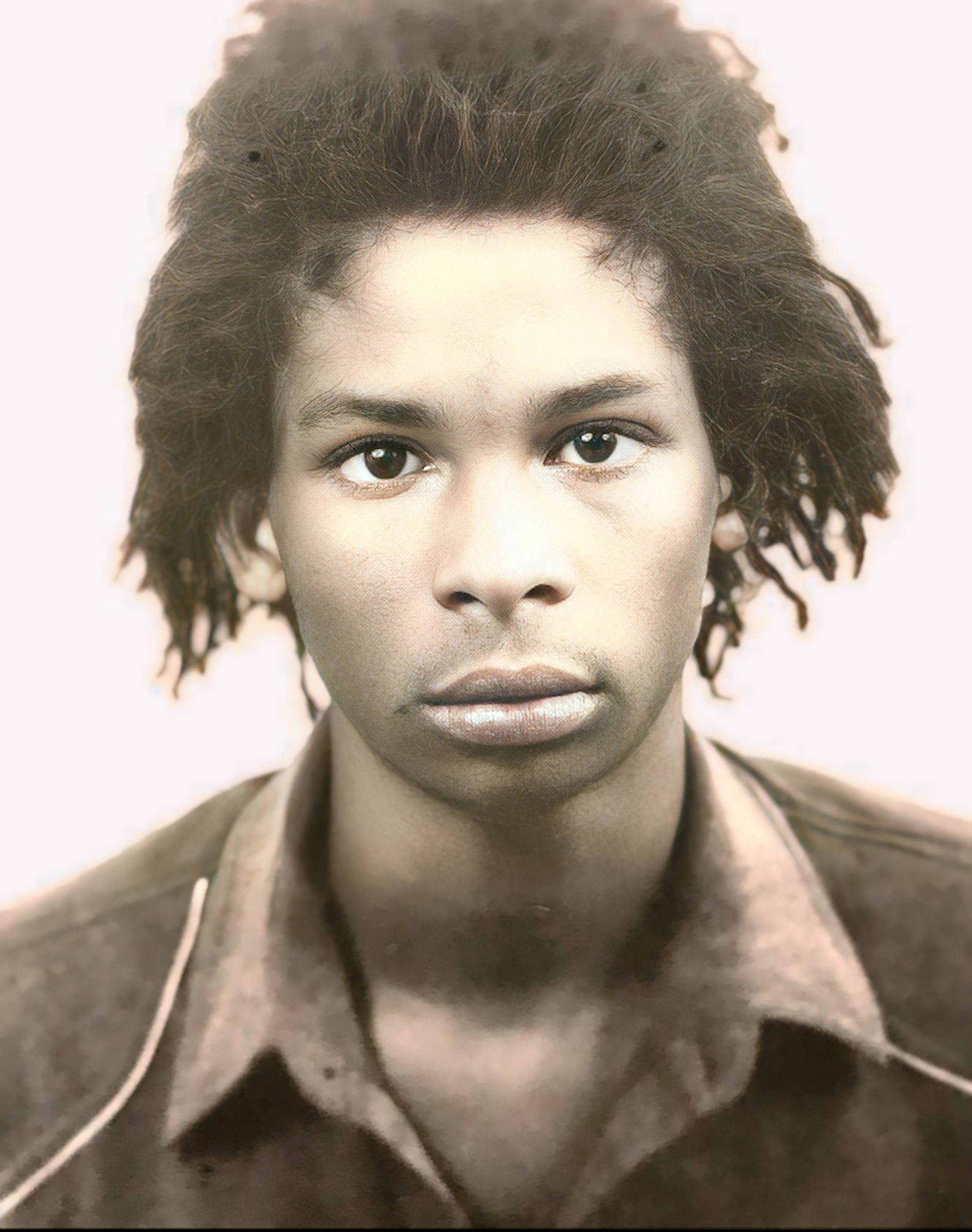
Billy Boyo (o. J.)

Billy Boyo (bürgerlich Billy Theophilus Rowe, * 21. September 1969 in Kingston, Jamaika; † 29. Oktober 2000) war ein Kinderstar-Deejay des frühen Reggae-Dancehalls.

## Musikalische Laufbahn
Mit 12 Jahren wurde Billy Boyo 1981 zum Deejay für Volcano, das Soundsystem seines Schwagers Henry „Junjo“ Lawes. Im selben Jahr erschien seine erste Maxisingle namens One Spliff a Day bei dem britischen Plattenlabel Greensleeves Records, mit der reißerischen, aber inkorrekten Ankündigung Introducing Ten-year-old Billy Boyo!
Junjo war Anfang der 1980er der erfolgreichste Reggae-Produzent Jamaikas. Die Vocals seiner Stars wie Barrington Levy, Yellowman, Eek-A-Mouse und Toyan wurden mit dem harten, langsamen Sound der Roots Radics hinterlegt und von Scientist gemixt. Mit diesem Erfolgsrezept wurde 1982 Billy Boyos erstes Album DJ Clash Volume 2 zusammen mit Little Harry für Greensleeves aufgenommen und mit mittlerem Erfolg auch in Europa verkauft. Im selben Jahr erschienen sechs weitere Maxisingles bei dem Label.
Kinderstars sind ein bekanntes Phänomen in der jamaikanischen Musikszene. Zeitgleich mit Billy Boyo waren für Junjo auch Little Harry sowie der damals erst 10 Jahre alte und später weltweit erfolgreiche Beenie Man aktiv.
1983 entstanden für das ebenfalls britische Label Silver Kamel bei einem Besuch von Billy Boyo in London sechs Aufnahmen, die erst 2002, zwei Jahre nach seinem Tod, auf der CD Zim Zim veröffentlicht wurden. Die sechs Lieder sind im Showcase-Stil zusammen mit den von Trevor Ranking produzierten Dubs angeordnet.
Nach jeweils einer Veröffentlichung für Captain Sinbad, Jah Thomas und Rusty beendete Billy Boyo seine kurze Karriere als Dancehall-Deejay.
Billy Boyo starb am 29. Oktober 2000 an einem Gehirntumor nach einem zweimonatigen Kampf gegen die Krankheit.

## Stil
Es existieren nur Aufnahmen von Billy Boyos heller Knabenstimme vor seinem Stimmbruch. Er sang nicht, er deejayte, rappte über gegebene Riddims. Obwohl mit einem guten Rhythmusgefühl ausgestattet, traf er nicht immer den richtigen Ton – wie es bei Kinderstimmen oft der Fall ist.
Textlich hatte Billy Boyo nichts Tiefgründiges zu sagen: Seine Songs drehten sich um Mädchen (Wicked She Wicked, Look How She Fat), Dancehall (Zim Zim, Disk Jockey) oder schlicht um ihn selbst (Billy Boyo on the Go, Billy Boyo in the Area).
Die britischen Veröffentlichungen sind jugendfrei, auf der Live-Aufnahme vom Oktober 1982 zusammen mit dem Soundsystem Aces International in der 82 Chisholm Ave. in Kingston hört man jedoch den unverfälschten Billy Boyo: Mit quäkender Knabenstimme besingt er das Mädchen Dana, dem er erst ein blaues Auge schlägt und danach mit seinen „two pair (!) of balls and a long long body“ beeindruckt. Und natürlich will sie nur eins: „‚Push it inna me!‘, she say ‚Push it inna me!‘“

## Diskographie
- DJ Clash Volume 2: Little Harry & Billy Boyo (LP Greensleeves 1982)
- A Live Session With Aces International (LP Intense 1982, live zusammen mit Peter Metro, Toyan, Captain Sinbad, Yellowman, Little Harry und Fathead)
- Zim Zim (1983 aufgenommen, CD Silver Kamel 2002)